# Frederich Cepeda
Artikeln följer den spanska namnseden; faderns efternamn är Cepeda och moderns efternamn Cruz.
Frederich Cepeda Cruz, född den 8 april 1980 i Sancti Spíritus, är en kubansk basebollspelare som spelar för Sancti Spíritus i Serie Nacional de Béisbol (SNB). Cepeda är leftfielder.
Cepeda tog guld för Kuba vid olympiska sommarspelen 2004 i Aten. Han tog även silver vid olympiska sommarspelen 2008 i Peking.
Cepeda representerade även Kuba vid World Baseball Classic 2006, 2009, 2013 och 2017. 2006, när Kuba kom tvåa i turneringen, spelade han åtta matcher och hade ett slaggenomsnitt på 0,385, två homeruns och åtta RBI:s (inslagna poäng), 2009 spelade han sex matcher och hade ett slaggenomsnitt på 0,500, tre homeruns och tio RBI:s, 2013 spelade han sex matcher och hade ett slaggenomsnitt på 0,474, en homerun och fem RBI:s och 2017 spelade han fem matcher och hade ett slaggenomsnitt på 0,067, inga homeruns och inga RBI:s. 2009 utsågs Cepeda till turneringens all star-lag.

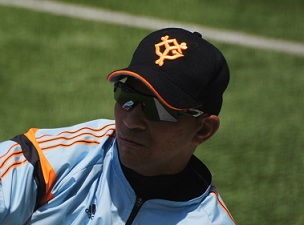
Cepeda i Yomiuri Giants dräkt 2014.

Efter 2013/14 års kubanska säsong fick Cepeda, som en av de första spelarna från Kuba, tillstånd att spela utomlands och han skrev på ett ettårskontrakt med Yomiuri Giants i japanska Nippon Professional Baseball (NPB). Under debutsäsongen i NPB spelade han 52 matcher och hade ett slaggenomsnitt på 0,194, sex homeruns och 18 RBI:s. Året efter fick han bara spela 20 matcher och hade inte en enda hit. Därefter återvände han till Kuba.